# Bisbat d'Erfurt
El bisbat d'Erfurt (alemany: Bistum Erfurt , llatí: Dioecesis Erfordiensis) és una seu de l'Església Catòlica a Alemanya, sufragània de l'arquebisbat de Paderborn. Al 2013 tenia 152.282 batejats sobre una població de 2.188.589 habitants. Actualment està regida pel bisbe Ulrich Neymeyr.

## Territori
La diòcesi s'estén a l'Alemanya central i comprèn part de Turíngia, a excepció dels districtes de Schmalkalden-Meiningen i de Wartburg que pertanyen a la diòcesi de Fulda; del districte d'Altenburger Land, de la ciutat lliure de districte de Gera i de parts dels districtes de Greiz, de Saale-Holzland, de Saale-Orla, de Weimarer Land i de Saalfeld-Rudolstadt que formen part de la diòcesi de Dresden-Meißen.
La seu episcopal és la ciutat d'Erfurt. on es troba la catedral de Santa Maria.
El territori s'estén sobre 12.000 km², i està dividit en 135 parròquies, agrupades en 7 vicariats: Dingelstädt, Erfurt, Heiligenstadt, Leinefelde-Worbis, Meiningen, Nordhausen e Weimar.

## Història
La primera diòcesi d'Erfurt va ser erigida per sant Bonifaci el 742, però ja en 755 va ser suprimida i el territori es va agregar a l'arxidiòcesi de Magúncia (avui diòcesi). Segons la tradició, el primer i únic bisbe d'aquell període va ser Sant Adelari.
Després de la Segona Guerra Mundial parts de les diòcesis de Fulda i de Würzburg es van trobar a la zona d'ocupació soviètica i després a la República Democràtica Alemanya i va ser cada vegada més difícil per als bisbes el govern d'aquestes àrees de les seves diòcesis. Els bisbes de Fulda llavors erigiren llavors a Erfurt un vicariat general (Bischöflich-fuldaische Generalvikariat), mentre que els de Würzburg instituïren a Meiningen un comissariat episcopal (Bischöfliches Kommissariat).
El 1973 la Santa Seu va unir els dos territoris en el Bischöflichen Amt Erfurt-Meiningen (administració apostòlica d'Erfurt-Meiningen), encomanant la seva gestió pastoral a un caràcter administrador apostòlic amb caràcter episcopal, suspenent de facto la jurisdicció dels bisbes de Fulda i Würzburg. Van ser administradors apostòlics Hugo Aufderbeck, bisbe titular d'Arca de Fenícia (1973-1981), i Joachim Wanké, bisbe titular de Castell de Mauritània (1981-1994).
Amb la caiguda del mur de Berlín i la reunificació d'Alemanya, la Santa Seu va reorganitzar els territoris diocesans alemanys. Després de la convenció amb Turíngia del 14 de juny de 1994, es va erigir la diòcesi d'Erfurt, establerta canònicament amb la butlla Quo aptius del Papa Joan Pau II del 27 de juny següent; la nova diòcesi es convertí en part de la província eclesiàstica de l'arxidiòcesi de Paderborn .
La diòcesi incloïa el Bischöflichen Amt Erfurt-Meiningen a excepció d'alguns municipis cedits a les diòcesis de Fulda i Dresden-Meißen i a la diòcesi de Magdeburg; al mateix temps, el territori es va ampliar amb els municipis subtractats de la diòcesi de Magdeburg i les diòcesis d'Hildesheim, Fulda i Dresden-Meißen.
Segons la convenció amb Turíngia, el dret d'elecció dels bisbes recau en el capítol de la catedral amb una llista de tres noms proposats per la Santa Seu, d'acord amb l'article 6 del concordat amb Prússia de 1929.
Amb el breu apostòlic Fideles ecclesialis del 21 de setembre de 1994, es declararen com a patrons de la diòcesi d'Erfurt Santa Elisabet d'Hongria, patrona principal, i els sants Bonifaci i Quilià com a patrons secundaris.
La diòcesi va ser visitada pel Papa Benet XVI el 24 de setembre de 2011.

## Cronologia episcopal
- Hugo Aufderbeck † (23 de juliol de 1973 - 17 de gener de 1981 mort)
- Joachim Wanke (17 de gener de 1981 - 1 d'octubre de 2012 renuncià)
- Ulrich Neymeyr, des del 19 de setembre de 2014

## Estadístiques
A finals del 2013, la diòcesi tenia 152.282 batejats sobre una població de 2.188.589 persones, equivalent al 7,0% del total.
| any  | població | població  | població | sacerdots | sacerdots       | sacerdots       | sacerdots             | diaques | religiosos | religiosos | parròquies |
| ---- | -------- | --------- | -------- | --------- | --------------- | --------------- | --------------------- | ------- | ---------- | ---------- | ---------- |
| any  | batejats | total     | %        | total     | clergat secular | clergat regular | batejats por sacerdot | diaques | homes      | dones      |            |
| 1980 | 358.000  | 2.383.000 | 15,0     | 315       | 284             | 31              | 1.136                 | 5       | 41         | 560        | 188        |
| 1990 | 233.237  | 2.440.000 | 9,6      | 258       | 228             | 30              | 904                   | 12      | 37         | 367        | 166        |
| 1999 | 187.251  | 2.047.474 | 9,1      | 220       | 189             | 31              | 851                   | 18      | 35         | 312        | 178        |
| 2000 | 183.710  | 2.019.191 | 9,1      | 219       | 187             | 32              | 838                   | 18      | 37         | 309        | 178        |
| 2001 | 178.387  | 2.000.000 | 8,9      | 219       | 190             | 29              | 814                   | 18      | 35         | 306        | 178        |
| 2002 | 174.845  | 2.000.000 | 8,7      | 219       | 192             | 27              | 798                   | 18      | 33         | 297        | 178        |
| 2003 | 171.723  | 2.300.000 | 7,5      | 219       | 194             | 25              | 784                   | 18      | 30         | 293        | 178        |
| 2004 | 168.589  | 2.300.000 | 7,3      | 218       | 194             | 24              | 773                   | 18      | 29         | 288        | 178        |
| 2006 | 163.938  | 2.300.000 | 7,1      | 203       | 184             | 19              | 807                   | 18      | 24         | 250        | 178        |
| 2013 | 152.282  | 2.188.589 | 7,0      | 190       | 174             | 16              | 801                   | 19      | 21         | 219        | 135        |

## Note
1. ↑  Breu apostòlic Fideles ecclesialis.
2. ↑  Informazioni riportate da Catholic Hierarchy e da Gcatholic; negli Acta Apostolicae Sedis non si trovano né l'erezione dell'amministrazione apostolica né la nomina del primo amministratore e dei successivi.
3. ↑  AAS 87 (1995), pp. 145-154.
4. ↑  Convenzione, art. 3.
5. ↑  AAS 87 (1995), pp. 231-232.